# Dietmar Ullrich

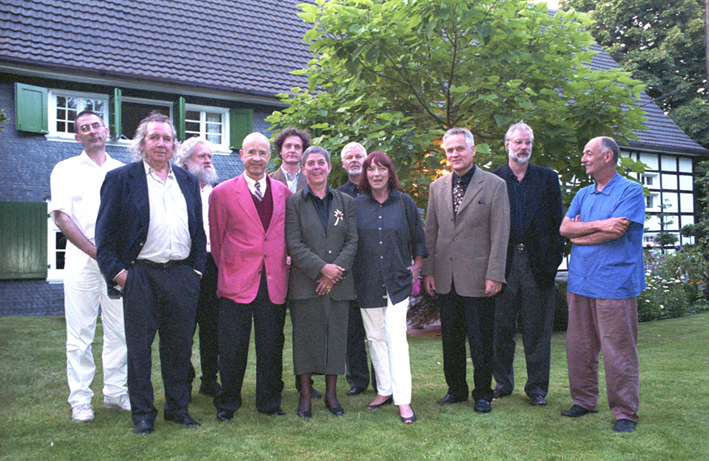
Dietmar Ullrich (3. von links) unter Kollegen (1999)

Dietmar Ullrich (* 22. Juli 1940 in Breslau) ist ein deutscher Maler. Er gilt als einer der Hauptvertreter des Neuen Realismus ab den 1960er Jahren und war Gründungsmitglied der Gruppe Zebra.

## Biografie
1960 machte Ullrich das Abitur in Lemgo. Von 1960 bis 1965 studierte er an der Hochschule für bildende Künste Hamburg. 1965 war er neben Dieter Asmus, Peter Nagel und Nikolaus Störtenbecker Gründungsmitglied der Gruppe Zebra. Im selben Jahr machte er sein künstlerisches Examen für das Lehramt an höheren Schulen. Von 1965 bis 1966 erhielt Ullrich ein Auslandsstipendium des DAAD für London und Brighton. 1967 machte er ein Referendariat in Bremerhaven, 1968 sein 2. Staatsexamen als Kunsterzieher. Ab 1970 war Ullrich, neben seiner künstlerischen Tätigkeit, Kunsterzieher am Johann-Rist-Gymnasium in Wedel/Holstein. 1971 hatte er ein BDI-Stipendium und von 1980 bis 1981 ein Villa-Massimo-Stipendium in Rom. Ab 1987 hatte er eine Professur an der Hochschule für Angewandte Wissenschaften Hamburg. Seit 1995 ist Ullrich Mitglied der Freien Akademie der Künste in Hamburg. Er ist verheiratet mit Karin Ullrich, aus der Ehe ging der Sohn Niklas hervor. Dietmar Ullrich lebt in Hamburg.

## Werk
Als sich in den Jahren 1962 bis 1965 auf der Hochschule für Bildende Künste in Hamburg die vier Kunststudenten Dieter Asmus, Peter Nagel, Nikolaus Störtenbecker und Dietmar Ullrich zusammenfanden, geschah das unter dem Eindruck, ihre Bedürfnisse und ihre Auffassung von Kunst nicht bei ihren Lehrern und Mitschülern vertreten zu finden. Im Winter 1964/65 verfassten sie gemeinsam das ZEBRA-Manifest No. 1, das mit "Der NEUE REALISMUS" überschrieben war.
Die Grundlage für Ullrichs Malerei bildeten Fotografien und Zeichnungen. Die ersten Gemälde zeigen Kinderbildnisse und Gruppen mit Turnern oder Fußballspielern, die in Laufbewegungen oder im Sprung festgehalten sind. In diesen Arbeiten ist der Farbauftrag noch dicker, die Pinselarbeit öfter sichtbar.
Ab 1968 werden die Figuren mit plastischer Härte durchgebildet, sind scharf konturiert und die Farben werden glatt vertrieben. Die Darstellungsweise wirkt kühl, die Bildelemente sind formal eindeutig geordnet. Als Bildthemen kommen Naturelemente wie Feuer oder Wasser und Materialien wie Karton, Vorhänge, Kissen, Bälle oder Steine hinzu. Typische Arbeiten jener Jahre sind Freiballon von 1977, Öl auf Leinwand, 135 × 155 cm, das sich im Besitz der Sammlung Jaeschke befindet oder Strandleben von 1985/1986, Öl auf Leinwand, 140 × 210 cm, das sich im Besitz des Kunstforums der Ostdeutschen Galerie in Regensburg befindet.
In letzter Zeit wird der Farbauftrag wieder pastoser, so dass die dargestellten Gegenstände reliefartig aus der Fläche hervortreten.

## Ausstellungen (Auswahl)
- 1966: Landesmuseum Oldenburg
- 1968: Staatliche Kunsthalle, Recklinghausen
- 1968: Kunstverein, Kassel
- 1968: Kunstverein, Braunschweig
- 1969: Galerie Otto van de Loo, München
- 1969: Kunstverein, Nürnberg
- 1970: Kunstverein, Wolfsburg
- 1970: Overbeck-Gesellschaft, Lübeck
- 1971: Galerie Defet, Nürnberg
- 1971: Galerie am Münsterberg, Basel
- 1971: 7. Biennale der Jugend, Paris
- 1972: Nassauischer Kunstverein, Wiesbaden
- 1972: Neue Galerie der Sammlung Ludwig, Aachen
- 1972: Kunstverein, Heilbronn
- 1973: Ruhrfestspiele, Recklinghausen
- 1974: Europäische Realisten-Amerikanische Hyperrealisten, Kunstverein Hannover
- 1974: Museum Boijmans Van Beuningen, Rotterdam
- 1974: Centre National d´Art Contemporain, Paris
- 1974: Palazzo Reale, Mailand
- 1974: Ruhrfestspiele, Recklinghausen
- 1975: Galerie Fischer Fine Art Ltd., London
- 1977: Staatliches Museum, Belgrad
- 1977: Nordiyllands Konstmuseum, Aalborg
- 1977: Ruhrfestspiele, Recklinghausen
- 1978: German Realists, Kunsthalle Bremen
- 1978: Studio Jaeschke, Bochum
- 1978: Fourth Triennale India
- 1978: Polnisches Nationalmuseum, Warschau
- 1979: Galleria Nazionale d´Arte Moderna, Rom
- 1979: Kunsthaus, Hamburg
- 1980: Deutsche Realisten, Wanderausstellung, Kanada
- 1980: Neuer Berliner Kunstverein, Berlin
- 1980: Mathildenhöhe, Darmstadt
- 1982: Kunstforum Ostdeutsche Galerie, Regensburg
- 1982: Kunstverein, Celle
- 1982: Kunstverein, Salzgitter
- 1982: Städtische Galerie Peschkenhaus, Moers
- 1983: Städtisches Museum, Göttingen
- 1983: Massimo Stipendiaten, Badischer Kunstverein, Karlsruhe
- 1986: IX. Bienal International, Barcelona
- 1986: Musée Olympique, Lausanne
- 1986: Galerie Gering-Kuhlenkampff, Frankfurt
- 1987: Schwarz-Weiß, Galerie Gering-Kuhlenkampff, Frankfurt
- 1987: Sammlung Städtischer Kunstbesitz, Städtische Galerie Schloss Oberhausen
- 1988: Damals und heute, Overbeck-Gesellschaft, Lübeck
- 1989: Kunstforum Ostdeutsche Galerie, Regensburg
- 1990: Vertrauen ins Bild. 20 Jahre Studio Jaeschke, Museum, Bochum, Kulturabteilung Bayer Leverkusen
- 1991: Vertrauen ins Bild. 20 Jahre Studio Jaeschke, Stadtgalerie Kiel
- 1991: Bilanz – Deutsche Kunst 1945-90, Städtische Galerie Schloss Oberhausen
- 1991: -den Mops verdoppeln? Realismus heute, Städtische Galerie im Park Viersen
- 1992: Figürliche Kunst, Drents Museum Assen, Landesmuseum, Oldenburg
- 1992: Aufforderung zum Tanz. Aktuelle europäische Kunst aus Ost und West aus der Sammlung Ludwig Aachen und Oberhausen, Städtische Galerie Schloss Oberhausen, Haus Ludwig, Saarlouis
- 1992: Aus der Sammlung Ludwig, Gewandhaus, Leipzig
- 1993: 1. Realismus-Triennale, Martin-Gropius-Bau, Berlin
- 1995: Kunst in Deutschland 1945–1995, Museum Ostdeutsche Galerie, Regensburg
- 1995: Meisterwerke aus der Sammlung Ludwig, Ludwig-Institut, Oberhausen, Haus Ludwig, Saarlouis
- 1996: Die Kraft der Bilder, Martin-Gropius-Bau, Berlin
- 1997: Endlich Urlaub, Haus der Geschichte der Bundesrepublik Deutschland
- 1999: Die Sammlung Hermann-Josef Bunte, Cismar, Hamburg, Wilhelmshaven
- 2000: Freie Akademie der Künste in Hamburg
- 2001: Visionen des Wirklichen, Städtische Galerie im Park Viersen
- 2002, Menschenbilder, Museum, Bochum
- 2005: Zebra 2005 – 40 Jahre Realismus, Stadtgalerie Kiel, Städtische Galerie im Park Viersen, Freie Akademie der Künste in Hamburg
- 2006: Deutsche Bilder aus der Sammlung Ludwig, Ludwig Galerie Schloss Oberhausen
- 2011: Bildvertrauen. Studio Jaeschke. Ausblick-Rückblick, Museum, Bochum
- 2012: Aufbruch Realismus. Die neue Wirklichkeit im Bild nach ´68, Städtische Museen Heilbronn/Kunsthalle Vogelmann
- 2013: Schauplatz Stadt. Gemälde, Zeichnungen, Installationen. Von der klassischen Moderne bis zur Gegenwart, Kunstmuseum Mülheim an der Ruhr
- 2013: 1.Reihe. 50 Jahre Kunsthaus Hamburg, Kunsthaus Hamburg
- 2015: Modern Icons. Malerei aus der Sammlung Ludwig. Chuck Close, Andy Warhol, Franz Gertsch, Stefan Balkenhol etc. Ludwig Forum für Internationale Kunst, Aachen
- 2018 DIE GESTE Meisterwerke aus der Sammlung Peter und Irene Ludwig, Ludwig Galerie Schloss Oberhausen

## Arbeiten in öffentlichen Sammlungen
- Sammlung Ludwig, Neue Galerie, Aachen
- Clemens-Sels-Museum, Neuss
- Ludwig Galerie Schloss Oberhausen
- Kunsthalle Bremerhaven
- Kunsthalle Bremen
- Landesmuseum Schleswig
- Kunsthalle Schloss Wolfsburg
- Deutscher Ring, Hamburg
- Bayer AG, Leverkusen
- Sammlung Beck, Düsseldorf
- Kunstforum Ostdeutsche Galerie, Regensburg